# Sroka (szybowiec)
Sroka – polski szybowiec szkolny i przejściowy zbudowany w okresie międzywojennym.

## Historia

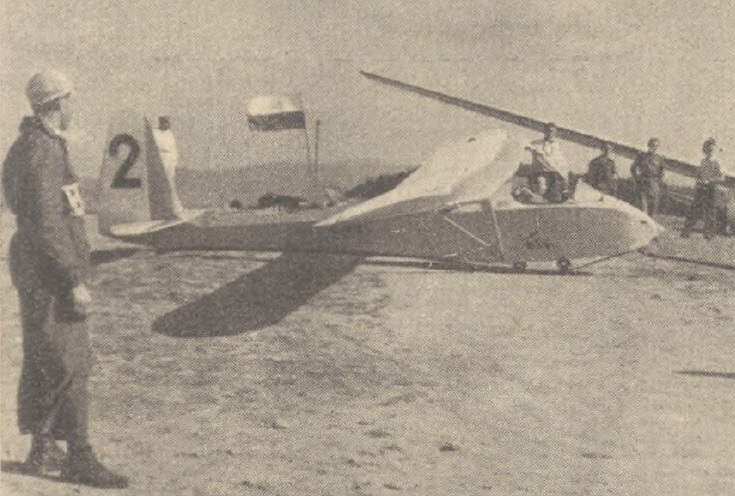
Szybowiec Sroka na starcie

Intensywny rozwój szybownictwa w Polsce spowodował powstanie zapotrzebowania na tani szybowiec treningowy, przeznaczony do szkolenia i treningu w lotach żaglowych oraz innych przed przejściem na szybowce wyczynowe. Antoni Kocjan w drugiej połowie 1933 roku zaprojektował szybowiec Sroka. Aby przyspieszyć prace konstrukcyjne wykorzystał, po modyfikacji, kadłub i usterzenie z szybowca Komar. Kadłub uległ skróceniu, w usterzeniu konstruktor zmniejszył statecznik poziomy i pionowy. Płat został skonstruowany całkowicie od nowa, w porównaniu do skrzydła Komara miał mniejszą rozpiętość i stałą cięciwę. Nowością było zastosowanie, po raz pierwszy w polskim szybowcu, lotek szczelinowych typu Friese. Konstruktor zadbał też o zastosowanie rozwiązań ułatwiających normalną eksploatację, np. skrzydła można było łatwo demontować bez użycia narzędzi.
Warsztaty Szybowcowe w Warszawie na wiosnę 1934 roku ukończyły budowę prototypu, a 14 kwietnia został on oblatany przez Tadeusza Ciastułę po starcie za samochodem. 18 i 28 kwietnia, również Tadeusz Ciastuła, wykonał udane starty na holu za samolotem. Wstępne próby potwierdziły osiągi obliczeniowe, dobrą zwrotność oraz prawidłowe zachowanie w locie i łatwy pilotaż. Prototyp przekazano do szkoły szybowcowej w Bezmiechowej, gdzie potwierdził swe dobre własności pilotażowe i dużą wytrzymałość. Szybowiec został skierowany do produkcji seryjnej z przeznaczeniem do użycia w aeroklubach i szkołach szybowcowych jako podstawowy szybowiec szkoleniowy i przejściowy. Miał służyć do szkolenia i treningu w lotach żaglowych i wleczonych bez żadnych ograniczeń.
Instytut Techniczny Lotnictwa w 1937 roku przeprowadził badania, które wykazały konieczność wymiany lotek Friese na standardowe. Warsztaty Szybowcowe opracowały dokumentacje techniczną, przeróbek szybowców dokonywano przy okazji napraw i okresowych remontów. W Warsztatach Szybowcowych w Warszawie wyprodukowano ok. 35 egzemplarzy Srok, w Śląskich Warsztatach Szybowcowych w Bielsku powstało ponad 20 egzemplarzy. Produkcja Srok trwała do 1939 roku. Żaden z wyprodukowanych egzemplarzy nie przetrwał II wojny światowej.

## Konstrukcja
Jednomiejscowy szybowiec szkolno-przejściowy w układzie zastrzałowego górnopłatu.
Kadłub o przekroju sześciokątnym, konstrukcji półskorupowej, kryty sklejką. Kabina pilota otwarta, osłonięta demontowalnym wiatrochronem. Tablica przyrządów wyposażona w prędkościomierz, wysokościomierz i wariometr, fotel pilota amortyzowany i dostosowany do spadochronu plecowego.
Płat dwudzielny o obrysie prostokątnym z zaokrąglonymi końcówkami, dwudźwigarowy. Do pierwszego dźwigara kryty sklejką, dalej płótnem. Podparty stalowymi zastrzałami w kształcie litery V, wyposażony w lotki różnicowe typu Friese, kryte płótnem.
Usterzenie poziome płytowe, statecznik wykonany jako integralna część kadłuba. Stery do dźwigarów kryte sklejką, część zadźwigarowa płótnem. Napęd lotek i sterów linkowy.
Podwozie jednotorowe, złożone z podkadłubowej jesionowej płozy, amortyzowanej klockami gumowymi i stalowej płozy ogonowej. Do startów na holu istniała możliwość montażu dodatkowego koła.

## Malowanie
Elementy drewniane malowano lakierem bezbarwnym, powierzchnie płócienne cellonowane. Numery rejestracyjne w kolorze czarnym.